# Ateuchus pygidiale
Ateuchus pygidiale là một loài bọ cánh cứng trong họ Bọ hung (Scarabaeidae).